# Alexander Puliaev
Alexander Puliaev (russisch Александр Пуляев; * 1962 in Leningrad) ist ein russischer Pianist.

## Leben
Ersten Klavierunterricht erhielt Alexander Puliaev im Alter von 6 Jahren. 1985 schloss er sein Klavierstudium am Moskauer Konservatorium bei Wladimir Natansson ab. Nach einigen Jahren der Konzerttätigkeit als Solist und Kammermusiker, setzte er seine Ausbildung am Sweelinck Conservatorium in Amsterdam bei Anneke Uittenbosch (Cembalo) und Stanley Hoogland (Hammerflügel) fort. 1993 wurde er beim Internationalen Cembalowettbewerb in Warschau Preisträger.
Seit 1998 lebt Puliaev in Deutschland, wo er auch an der Musikhochschule Köln, Abteilung Wuppertal unterrichtet. Als Solist und Kammermusiker hat er mit den Dirigenten  Peter Schreier, Ivor Bolton, Marcus Creed, Christoph Spering zusammengearbeitet. Im kammermusikalischen Bereich bestehen Partnerschaften mit Dorothee Oberlinger, Anton Steck, Hille Perl, Christoph Mayer, Vittorio Ghielmi, Ensemble 1700, Kontraste Köln, Concerto Köln, Das Neue Orchester Köln.
Alexander Puliaev trat bei Musikfestivals in Nantes, Tokyo, Schleswig-Holstein Musik-Festival, Festa da Musica in Lissabon, Stockstädter Musiktage, Arolser Barock-Festspiele, Banchetto Musicale in Vilnius auf. Er hat  CD-Aufnahmen bei BIS und MARC AUREL Edition eingespielt.